# Cerco de Adrianópolis (813)
O Cerco de Adrianópolis (em búlgaro:  Обсада на Одрин) em 813 fez parte das guerras entre o Império Bizantino contra o cã búlgaro Crum, parte das guerras bizantino-búlgaras. Ele começou logo depois da derrota do exército bizantino na Batalha de Versinícia em 22 de junho 813. A princípio, as forças atacantes estavam sendo comandadas pelo irmão de Crum Ducumo. O próprio cã seguiu com outra parte do exército na direção de Constantinopla. Depois de uma fracassada tentativa de matá-lo, os bizantinos perderam quaisquer chances de negociar e enfureceram Crum, que devastou a maior parte da Trácia oriental e, em seguida, partiu em direção de Adrianópolis, que ainda estava cercada. A cidade - uma das mais importantes fortalezas bizantinas na Trácia - conseguiu se defender por um tempo, apesar do ataque com armas de cerco. Porém, sem ajuda externa, a guarnição foi forçada a se render para não morrer de fome. Por ordens do cã, a população da cidade e das redondezas (por volta de 10 000 pessoas) foi transferida para o território búlgaro ao norte do Danúbio.
Pelos termos do tratado de paz firmado em 815, Adrianópolis permaneceu em poder dos bizantinos.